# 鳥取為三郎
鳥取 為三郎（とっとり ためさぶろう、1888年（明治21年）2月16日 - 没年不明）は、日本の実業家、地主、香川県多額納税者。仁尾塩田（現・仁尾興産）、讃岐煉瓦各取締役。憲仁親王妃久子は孫、承子女王、千家典子、守谷絢子は曽孫にあたる。

## 経歴
香川県三豊郡笠田村（現・三豊市豊中町笠田笠岡）出身。地主・鳥取治郎八の男。1911年、早稲田大学大学部商科（現・商学部）を卒業した。家業を継承した。農業を営んだ。1936年、家督を相続した。讃岐煉瓦会社、仁尾塩田会社各取締役となった。

## 人物
貴族院多額納税者議員選挙の互選資格を有した。宗教は真宗。住所は香川県三豊郡笠田村笠岡。

## 栄典
- 1928年10月1日 - 紺綬褒章[8]
  - 1928年6月、香川県立三豊農業学校（現・香川県立笠田高等学校）用地買収費金1万円を寄付する[8]。

## 家族・親族
鳥取家
- 祖父・為三郎（香川平民）[9]
- 父・治郎八（1853年 - ?、農業[7]、地主、香川県多額納税者[3]、資産家）
- 母・シナ（香川士族、三好源市の長女）[9]
- 姉・マサ（1877年 - ?、香川、浪越鷹太郎の妻）[2]
- 妹・マツ（1898年 - ?、香川、森光の妻）[2]
- 妻・久壽[2]、あるいは久嘉[9]（1898年 - ?、香川、岩井徳一の妹）
- 長男・綱太郎（1919年 - 2006年、四国コカ・コーラボトリング社長）
- 二男・滋治郎（1924年 - 2013年）
- 長女、二女、三女、四女[1]

親戚
- 浪越鷹太郎（農業、香川県多額納税者、南海舎密工業社長、仁尾塩田専務取締役[4]）